# Saint-Clet (Québec)
Pour les articles homonymes, voir Saint-Clet.
Saint-Clet [sɛ̃ klɛt] est une municipalité de la municipalité régionale de comté de Vaudreuil-Soulanges au Québec (Canada), située dans la région du Suroît en Montérégie.

## Toponymie
Elle est nommée en l'honneur du pape Anaclet, dont Clet est le diminutif.

## Histoire
Le territoire de Saint-Clet fait partie de l'ancienne seigneurie de Soulanges, concédée à Pierre-Jacques de Joybert de Soulanges et de Marson en 1702. La paroisse canonique de Saint-Clet est érigée en 1849 par l'archevêque de Montréal, Ignace Bourget, par détachement de la paroisse de Saint-Ignace-du-Coteau-du-Lac. La municipalité de paroisse, constituée en 1855, reprend le même nom. La municipalité de village est détachée en 1921. La municipalité actuelle est formée en 1974 par la réunion des municipalités de paroisse et de village. La situation du village au croisement de deux routes importantes amène l'implantation de l'hôtel Brabant et de l'hôtel de la famille Campeau.

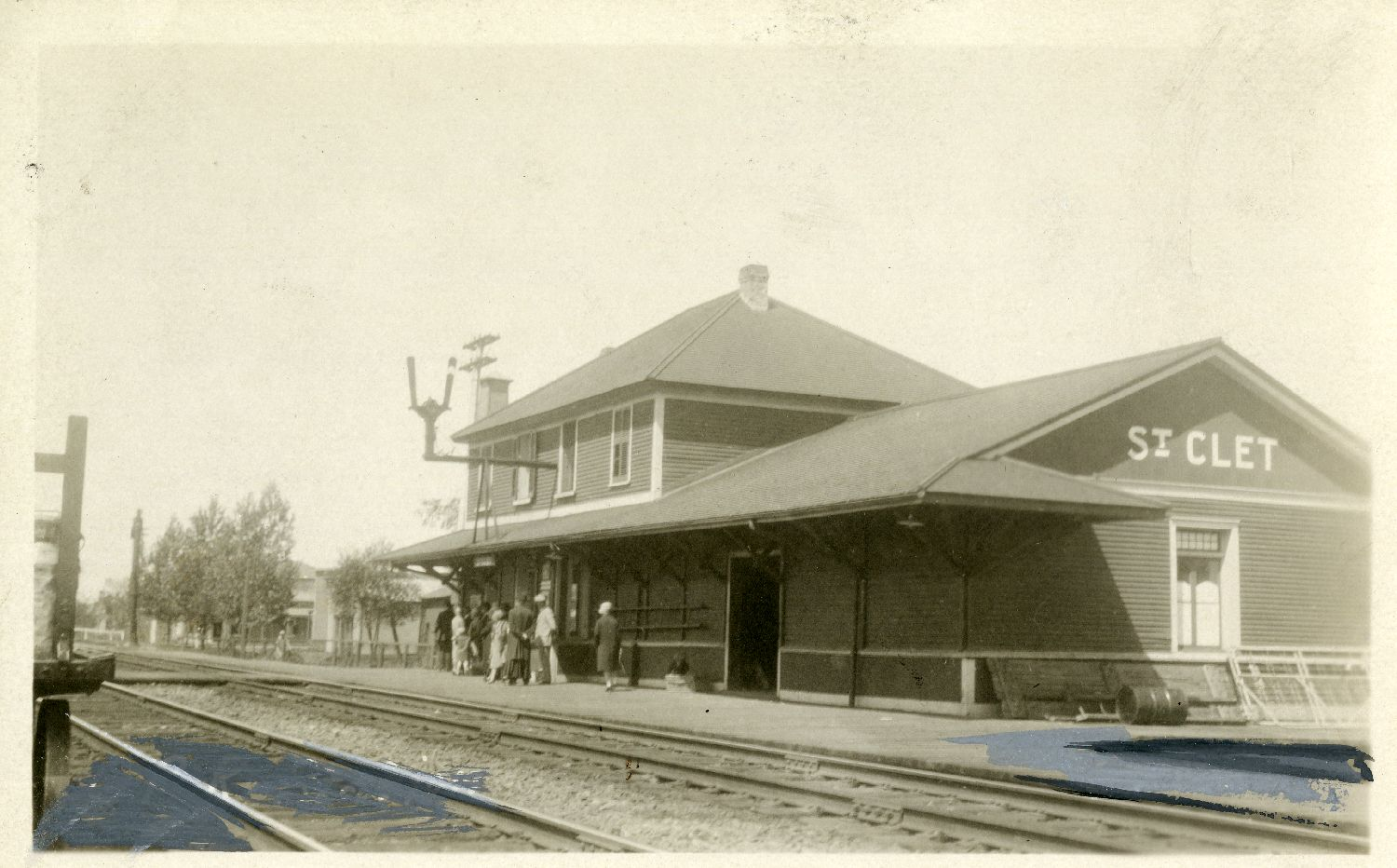
Gare de Saint-Clet, 1910.
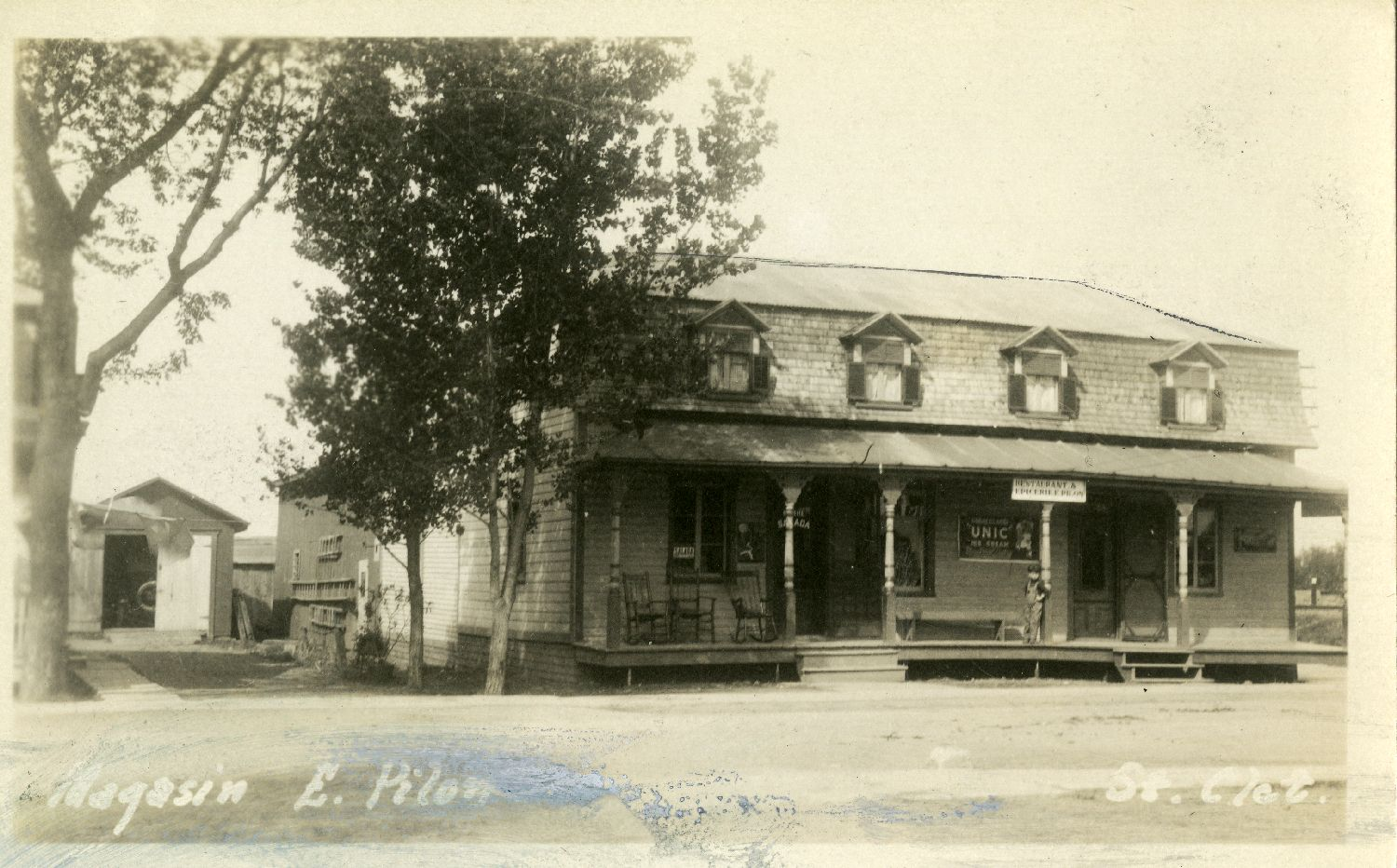
Magasin général E. Pilon de Saint-Clet, 1910.

## Géographie
La municipalité de Saint-Clet est située au centre de la presqu'île de Vaudreuil-Soulanges. Elle prend la forme d'un triangle borné au nord par Saint-Lazare, à l'est par Les Cèdres, au sud par Coteau-du-Lac, au sud-ouest par Saint-Polycarpe, à l'ouest par Sainte-Justine-de-Newton et au nord-ouest par Sainte-Marthe.
La superficie totale est de 39,10 km2, essentiellement terrestres. Son territoire se trouve dans les basses terres du Saint-Laurent, au sud du plateau de Saint-Lazare et de la montagne de Rigaud. La partie au nord du village est reconnue pour être un corridor venteux où s'accumulent facilement les bancs de neige l'hiver. Ses sols sont propices à l'agriculture. 
La rivières rivière Rouge traverse la municipalité du nord au sud.
À partir de son crénon, dans le nord-est, la rivière à la Graisse coule vers le sud-est.

## Démographie
| 1986  | 1991  | 1996  | 2001  | 2006  | 2011  | 2016  | 2021  |
| ----- | ----- | ----- | ----- | ----- | ----- | ----- | ----- |
| 1 125 | 1 388 | 1 524 | 1 586 | 1 725 | 1 738 | 1 779 | 1 700 |

## Administration
Le conseil municipal comprend le maire et six conseillers. Les élections municipales ont lieu tous les quatre ans sans division territoriale.
|             | 2009-2013 | 2013-2017 | 2017-2021                                                                                    |
| Maire       | Gilles Farand (1994-2013) Nicole Loiselle (de mars à octobre 2013)                                                 | Daniel Beaupré | Daniel Beaupré                                                                               |
| Conseillers | Daniel Beaupré Jacques Besner Sylvain Bourbonnais Réjean Lavigne Bernard Roy Nicole Loiselle (de 2009 à mars 2013) | Jacques Besner Marie-Andrée Clermont Josée Farand Denise Lefebvre Nicole Loiselle (2013-2015) Bart Sellitto (2015-2017) Jacques Pilon | Jacques Besner Marie-Andrée Clermont Josée Farand Denise Lefebvre Mylène Labre Jacques Pilon |

| Saint-Clet Maires depuis 2001                                                                                        |                |         |          |
| Élection | Maire          | Qualité | Résultat |
| 2001 | Gilles Farand  |         | Voir     |
| 2005 | Gilles Farand  | Voir    |          |
| 2009 | Gilles Farand  | Voir    |          |
| 2013 | Daniel Beaupré |         | Voir     |
| 2017 | Daniel Beaupré | Voir    |          |
| 2021 | Mylène Labre   |         | Voir     |
| Élection partielle en italique Depuis 2005, les élections sont simultanées dans toutes les municipalités québécoises |                |         |          |

Au recensement du Canada de 2011, on dénombre 1 738 personnes résidant dans la municipalité, pour une densité de population de 44,3 habitants/km². La croissance démographique est de 0,8 % entre 2006 et 2011. Le nombre total de logements est de 710, dont 689 sont habités par des occupants permanents.

## Urbanisme
Le territoire est couvert en majorité par des exploitations agricoles, avec quelques parcelles de couvert forestier formé par les érablières. Le village, de forme carrée, se trouve au centre, au croisement des routes 201 et 340. La municipalité compte plusieurs parcs et équipements dont les parcs Apollo, des Moussaillons, Ri-Go-Don et Henri-Farand, ainsi qu'un croquet intérieur,. La municipalité compte trois fleurons du Québec.

## Économie
L'économie de Saint-Clet est basée principalement sur l'agriculture et le commerce de machinerie agricole. Plusieurs fermes sont exploitées sur le territoire, notamment dans la culture de légumes, de fruits et de fleurs, comme à la ferme Réjean Pilon.

## Éducation
Le centre de services scolaire des Trois-Lacs administre les écoles francophones
- École Sainte-Marthe-Cuillierrier (pavillon Cuillierrier)

La Commission scolaire Lester-B.-Pearson administre les écoles anglophones:
- L'École primaire Evergreen et l'École primaire Forest Hill (pavillons junior et senior) à Saint-Lazare et l'École primaire Soulanges à Saint-Télesphore servent a la ville[16].

## Société
Les principaux groupes sociaux comptent l'Association des Parents de St-Clet, le cercle des fermières, le club de l'âge d'or, Repas partagés, la ligue des sacs de sable, la ligue de pétanque et le club de croquet.

### Personnalités
- Augustin Bourbonnais (1850-1923), député
- Alphonse-Charles Dugas (1858-1924), prêtre et historien
- Achille Fortier (1864-1939), compositeur
- Avila Farand (1870-1941), député